# Erik Leijonborg
Anders Erik Ingemar Leijonborg est un réalisateur suédois, né le 1er janvier 1969 à Solna. Il est le fils du producteur de cinéma Ingemar Leijonborg (sv)

## Filmographie
- 1994 : Spår av kärlek (court-métrage)
- 1996 : Skilda världar (série télévisée)
- 1996 : Vänner och fiender (série télévisée)
- 1997 : OP7 (série télévisée)
- 2000 : Brottsvåg (série télévisée)
- 2002 : Tusenbröder (série télévisée)
- 2003 : Talismanen (série télévisée)
- 2004 : Håkan Bråkan & Josef
- 2005 : Van Veeteren – Borkmanns punkt
- 2006 : Van Veeteren – Moreno och tystnaden
- 2006 : Tusenbröder – Återkomsten
- 2007 : Labyrint (série télévisée)
- 2008 : Om ett hjärta (série télévisée)
- 2008 : Selma (série télévisée)
- 2009 : Livet i Fagervik (série télévisée)
- 2010 : Maria Wern - Främmande fågel (série télévisée)
- 2010 : Maria Wern - Alla de stillsamma döda (série télévisée)
- 2010 : Maria Wern - Stum sitter guden (série télévisée)
- 2011 : Maria Wern - Drömmar ur snö
- 2011 : Maria Wern - Må döden sova
- 2012 : Maria Wern - Inte ens det förflutna
- 2013 : IRL
- 2014 : Tjockare än vatten (série télévisée)

## Crédit d'auteurs
- (sv) Cet article est partiellement ou en totalité issu de l’article de Wikipédia en suédois intitulé « Erik Leijongborg » (voir la liste des auteurs).